# 蘇格塞寧 (蘇格塞寧區)
36°37′31″N 5°20′10″E / 36.625163°N 5.336067°E

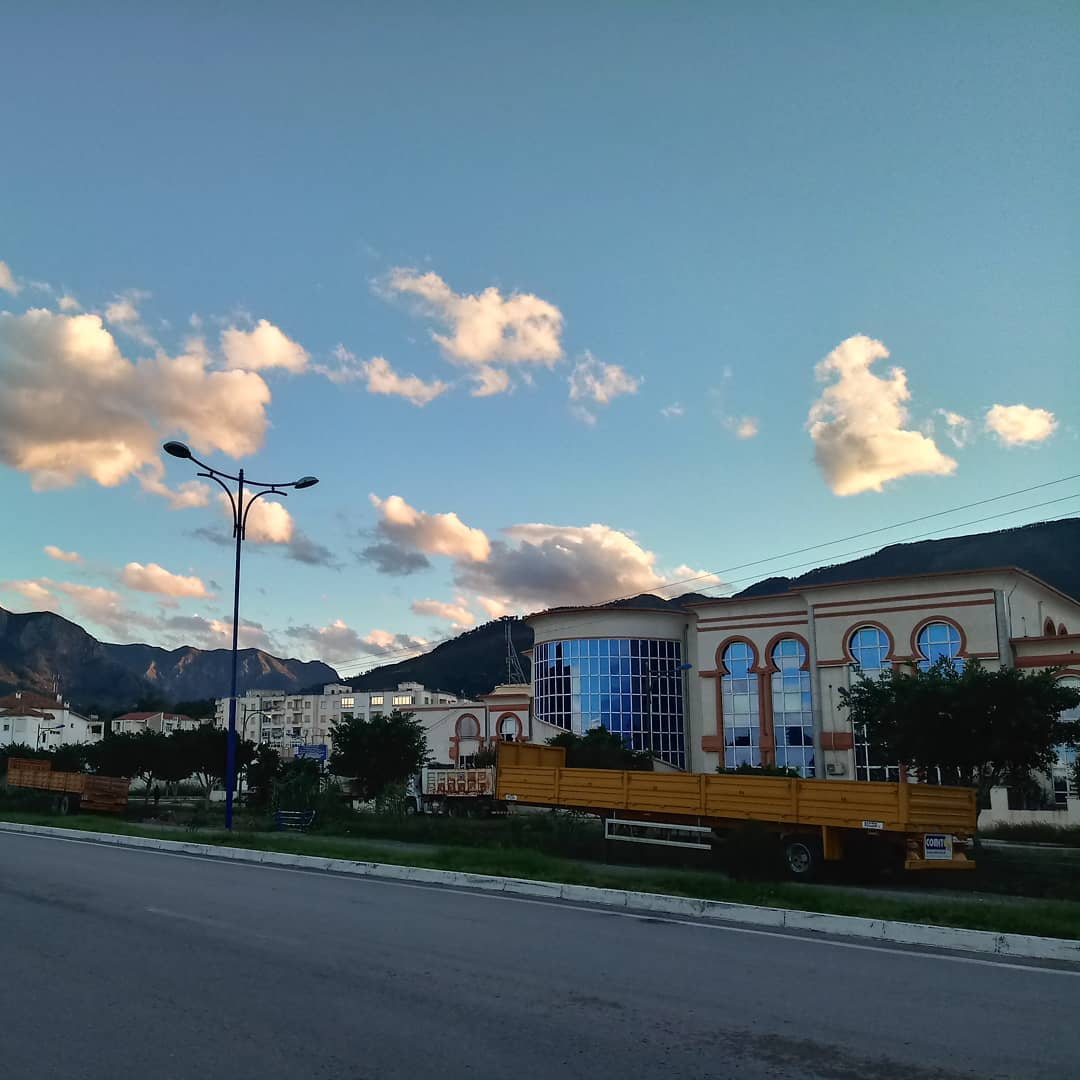
蘇格塞寧

蘇格塞寧（阿拉伯语：‎），是阿爾及利亞的城鎮，位於該國北部，由貝賈亞省負責管轄，是蘇格塞寧區的首府，面積26平方公里，2008年人口14,045，人口密度每平方公里534人。